# Petersburger Straße
La Petersburger Strasse est une rue de Berlin, en Allemagne.

## Situation et accès
Cette voie du quartier de Friedrichshain dans l'arrondissement de Friedrichshain-Kreuzberg est une section du périphérique (Innenstadtring) et de la Bundesstraße 96a. La rue commence Landsberger Allee, où elle émerge de la Danziger Straße, et se termine à la porte de Francfort, où elle devient la Warschauer Straße. Son parcours passe, entre autres, par les places Petersburger Platz (de) et le Bersarinplatz. La rue a été baptisée du nom de l'ancienne capitale russe Saint-Pétersbourg.
La Petersburger Straße est située dans le Ringbahn de Berlin comme section de la partie intérieure des deux anneaux wilhelminiens du plan Hobrecht, reliant les quartiers de Prenzlauer Berg, Friedrichshain et Kreuzberg en trois quarts de cercle. La Petersburger Straße forme la section entre la Frankfurter Allee et la Landsberger Allee.

## Origine du nom
La rue porte le nom de l'ancienne capitale russe, Saint-Pétersbourg.

## Historique
La rue a été initialement aménagée comme un simple chemin de terre à partir de 1822 afin de relier les artères nord et est de Berlin, et est baptisée Communication. Avec la mise en œuvre du plan Hobrecht à partir de 1862, la section qui forme aujourd'hui la Petersburger Straße apparaît sous le nom rue n°6/section XIII / 2.
La rue reçoit son nom actuel le 23. avril 1874. Le choix s'est porté sur ce qui était alors la capitale russe, car quelques années plus tôt, le chemin de fer prussien oriental avait créé une liaison ferroviaire continue entre Berlin et Saint-Pétersbourg. Le terminus de cette route, la Alte Ostbahnhof, n'est pas dans la rue, mais au sud-ouest de celle-ci.
Le 31 juillet 1947, la rue est rebaptisée BersarinStraße en l'honneur de Nikolai Bersarin, premier commandant soviétique de Berlin, décédé dans un accident de moto environ deux ans plus tôt. Dans le même temps, l'ancienne Baltenplatz est rebaptisée Bersarinplatz .
Le retour à l'ancien nom a lieu le 1er décembre 1991. Contrairement à la rue cependant, la Bersarinplatz conserve son nom.

## Développement
Presque tout le parcours de la Petersburger Straße est caractérisé par des immeubles locatifs collectifs. Alors que la plupart des citoyens vivent dans les maisons donnant sur la rue, les cours intérieures étaient principalement caractérisées par de petits appartements d'une ou deux pièces. Certains d'entre eux sont démolis à partir des années 1970 dans le cadre de plusieurs mesures de rénovation. Il y a souvent des petits magasins ou des bars au rez-de-chaussée.
La brasserie Flessa Bräu est située dans la cour du n°39 de la Petersburger Straße
Les bâtiments type Plattenbau entre la KochhannStraße et la Landsberger Allee, ainsi qu'autour de la Bersarinplatz ont été construits dans les années 1970 - 1980 en remplacement des anciens bâtiments endommagés pendant la guerre.

## Bâtiments remarquables et lieux de mémoire

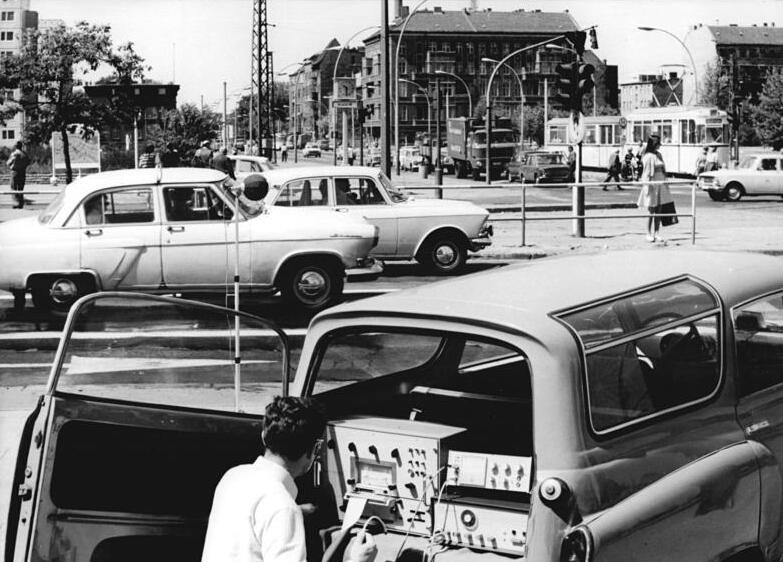
Mesures des nuisances sonores dues à la circulation, 1976.
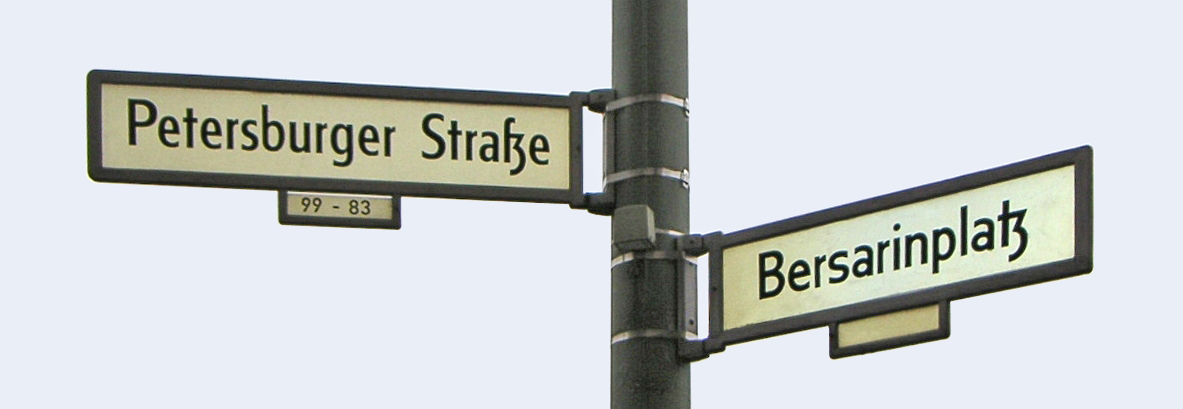
La Petersburger Straße passe par la Bersarinplatz.
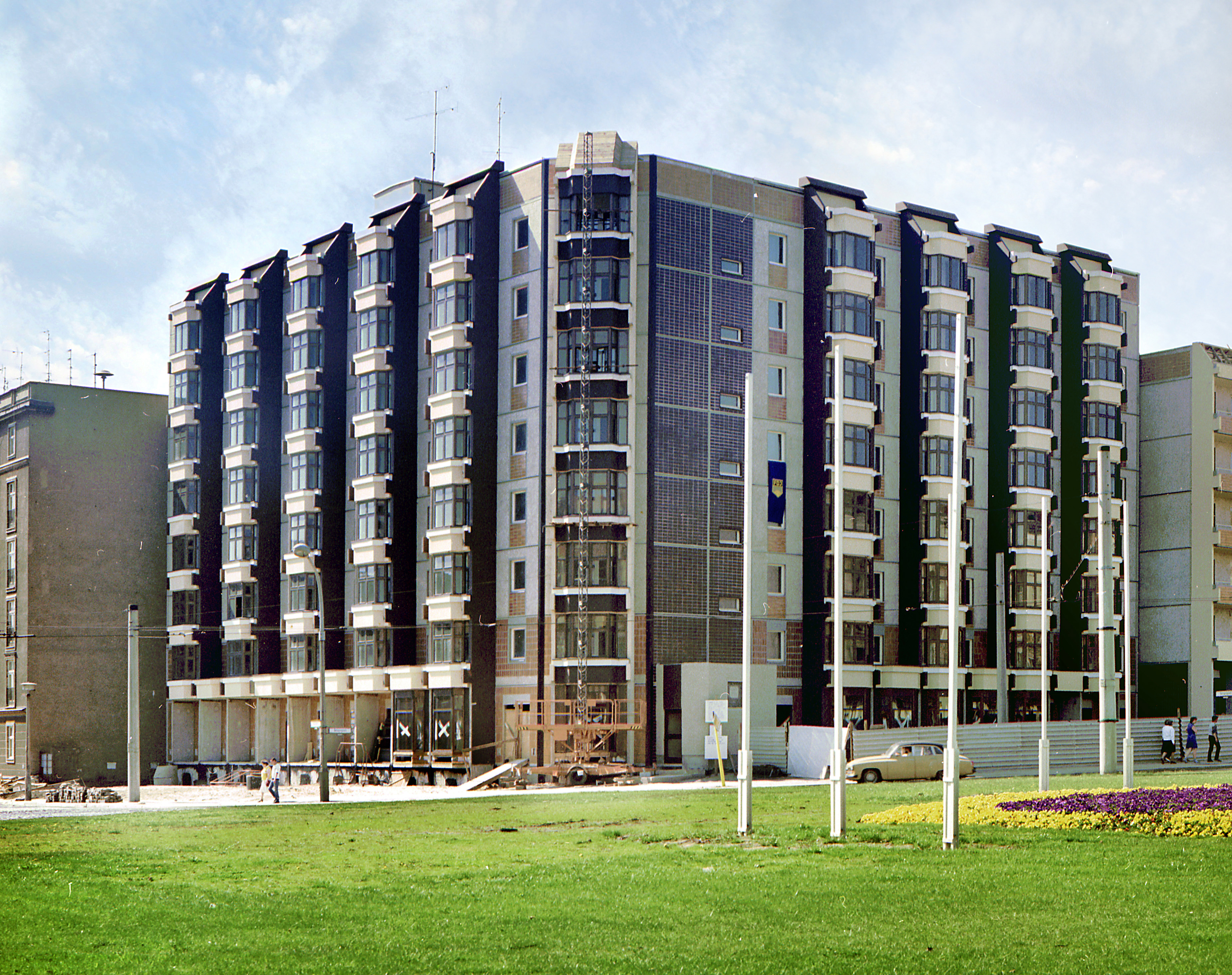
Plattenbau au n°78, 1986.
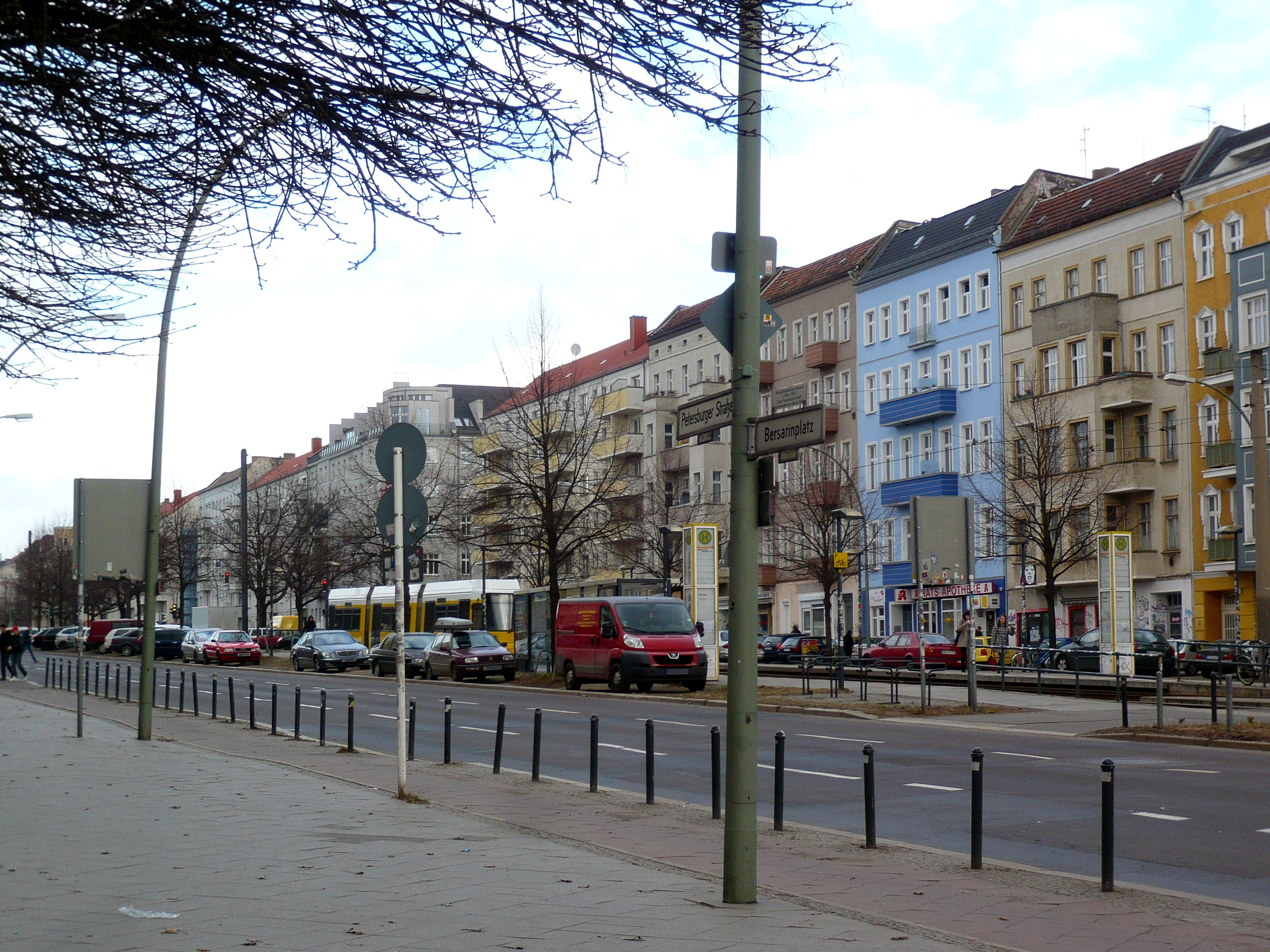
Vue de la rue, 2011.
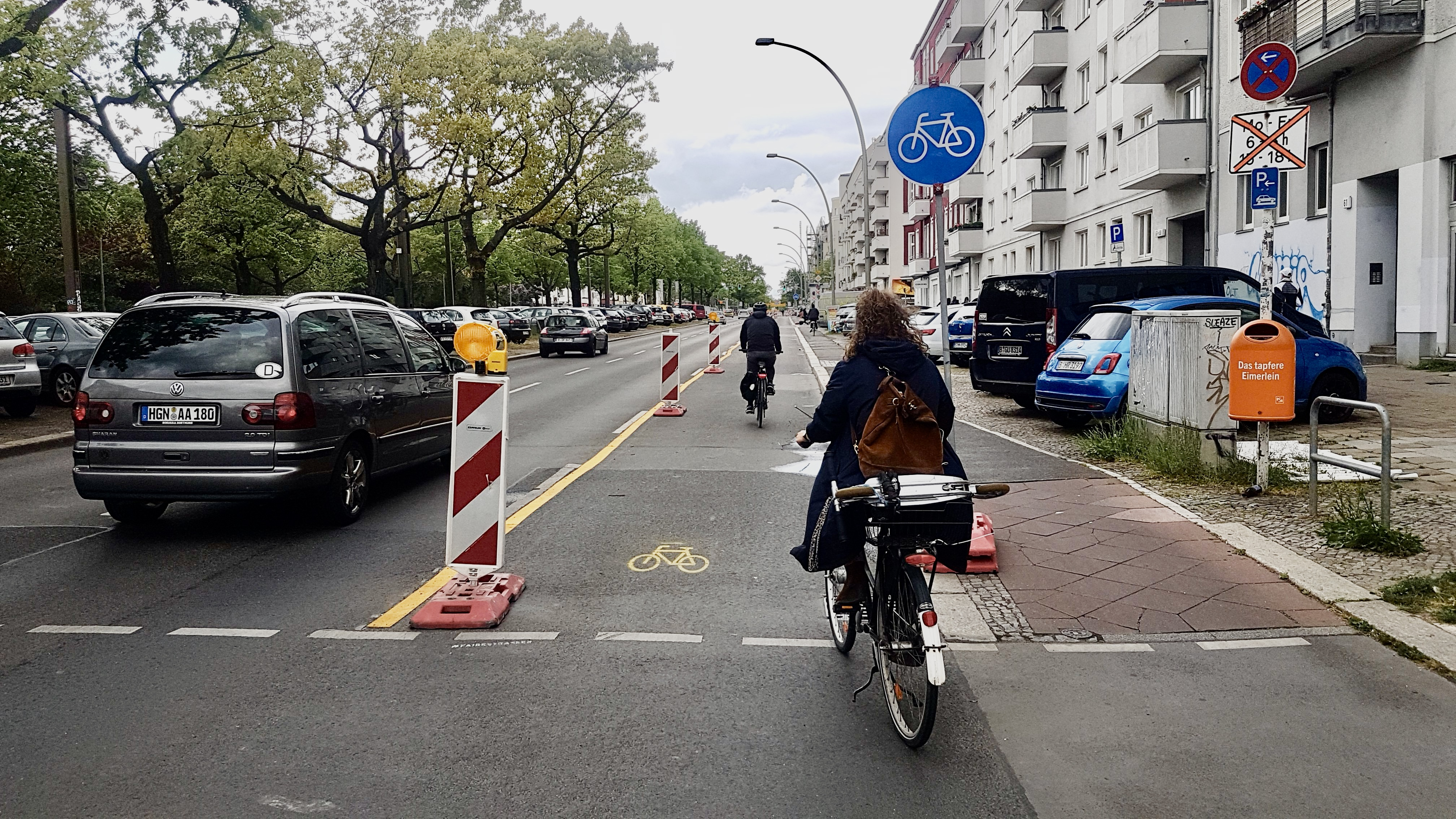
Piste cyclable éphémère sur la Petersburger Straße.
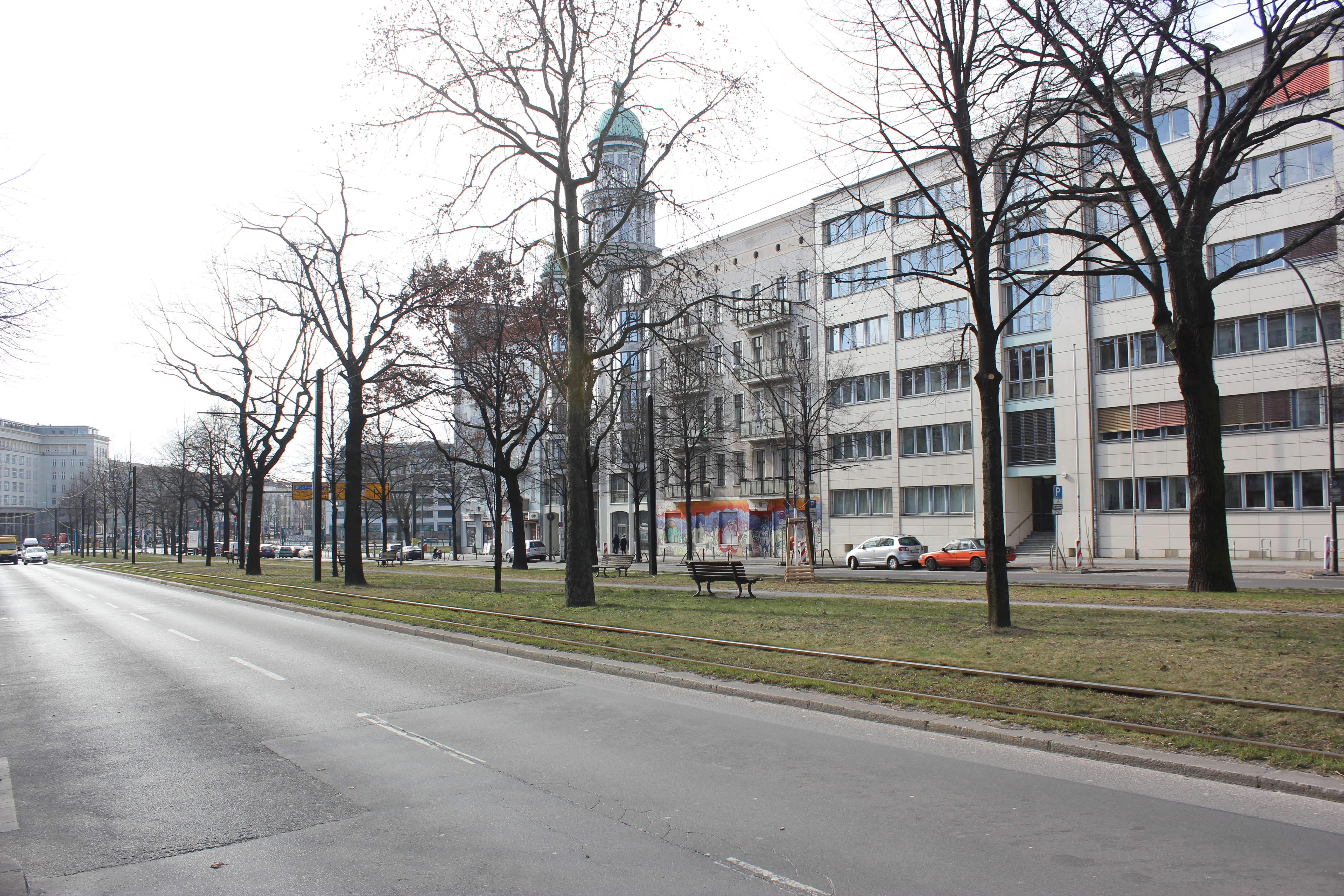
Vue de la rue, 2018